# Seznam poveljnikov papeške švicarske garde
Seznam poveljnikov papeške švicarske garde.

## Seznam
1. Kaspar von Silenen, Uri (1506-1517)
2. Markus Röist, Zürich (1518-1524)
3. Kaspar Röist, Zürich (1524-1527)
4. Jost von Meggen, Luzerno (1548-1559)
5. Kaspar Leo von Silenen, Luzerno (1559-1564)
6. Jost Segesser von Brunegg, Luzerno (1566-1592)
7. Stephan Alexander Segesser von Brunegg, Luzerno (1592-1629)
8. Nikolaus Fleckenstein, Luzerno (1629-1640)
9. Jost Fleckenstein, Luzerno (1640-1652)
10. Johann Rudolf Pfyffer von Altishofen, Luzerno (1652-1657)
11. Ludwig Pfyffer von Altishofen, Luzerno (1658-1686)
12. Franz Pfyffer von Altishofen, Luzerno (1686-1696)
13. Johann Kaspar Mayr von Baldegg, Luzerno (1696-1704)
14. Johann Konrad Pfyffer von Altishofen, Luzerno (1712-1727)
15. Franz Ludwig Pfyffer von Altishofen, Luzerno (1727-1754)
16. Jost Ignaz Pfyffer von Altishofen, Luzerno (1754-1782)
17. Franz Alois Pfyffer von Altishofen, Luzerno (1783-1798)
18. Karl Leodegar Pfyffer von Altishofen, Luzerno (1800-1834)
19. Martin Pfyffer von Altishofen, Luzerno (1835-1847)
20. Franz Xaver Leopold Meyer von Schauensee, Luzerno (1847-1860)
21. Alfred von Sonnenberg, Luzerno (1860-1878)
22. Louis-Martin de Courten, Wallis (1878-1901)
23. Leopold Meyer von Schauensee, Luzerno (1901-1910)
24. Jules Repond, Freiburg (1910-1921)
25. Alois Hirschbühl, Graubünden (1921-1935)
26. Georg von Sury d'Aspremont, Solothurn (1935-1942)
27. Heinrich Pfyffer von Altishofen, Luzerno (1942-1957)
28. Robert Nünlis, Luzerno (1957-1972)
29. Franz Pfyffer von Altishofen, Luzerno (1972-1982)
30. Roland Buchs, Freiburg (1982-1997, 1998)
31. Alois Estermann, Luzerno (1998)
32. Pius Segmüller, St. Gallen (1998-2002)
33. Elmar Theodor Mäder, St. Gallen (2002-)